# Nasica longirostris
Nasica longirostris là một loài chim trong họ Furnariidae.